# Nysätern (naturreservat, Älvdalens kommun)
Nysätern är ett naturreservat i Älvdalens kommun i Dalarnas län.
Området är naturskyddat sedan 1996 och är 13 hektar stort. Reservatet består mest av tallnaturskog med gran längs en bäck i öster. 